# Бленкур сир Об
Бленкур сир Об (фр. Blaincourt-sur-Aube) насеље је и општина у североисточној Француској у региону Шампањ-Арден, у департману Об која припада префектури Бар сир Об.
По подацима из 2011. године у општини је живело 96 становника, а густина насељености је износила 16,58 становника/km². Општина се простире на површини од 5,79 km². Налази се на средњој надморској висини од 125 метара.

## Демографија
| 1962. | 1968. | 1975. | 1982. | 1990. | 1999. | 2011. |
| ----- | ----- | ----- | ----- | ----- | ----- | ----- |
| 106   | 111   | 102   | 105   | 86    | 87    | 96    |

График промене броја становника у току последњих година